# Блайнд Бой Фуллер
Блайнд Бой Фуллер (англ. Blind Boy Fuller, наст. имя: Fulton Allen, 10 июля 1907 — 13 февраля 1941) — американский блюзовый гитарист и певец. В 2004 году был включён в Зал славы блюза.